# Myrmarachne hispidacoxa
Myrmarachne hispidacoxa este o specie de păianjeni din genul Myrmarachne, familia Salticidae, descrisă de Edmunds, Prószynski în anul 2003. Conform Catalogue of Life specia Myrmarachne hispidacoxa nu are subspecii cunoscute.